# Білоцерківська єпархія ПЦУ
Білоцерківська єпархія — єпархія Православної церкви України з центром у місті Біла Церква. Кафедральний собор — Спасо-Преображенський собор у місті Біла Церква.

## Історія
2 лютого 2023 року рішенням Синоду Православної церкви України було створено Білоцерківську єпархію, шляхом її виділення зі складу Київської єпархії у складі Білоцерківського, Сквирського, Володарського, Тетіївського, Таращанського, Ставищанського, Рокитнянського і частини Васильківського районів. Керуючим справами єпархії було призначено митрополита Євстратія (Зорю).

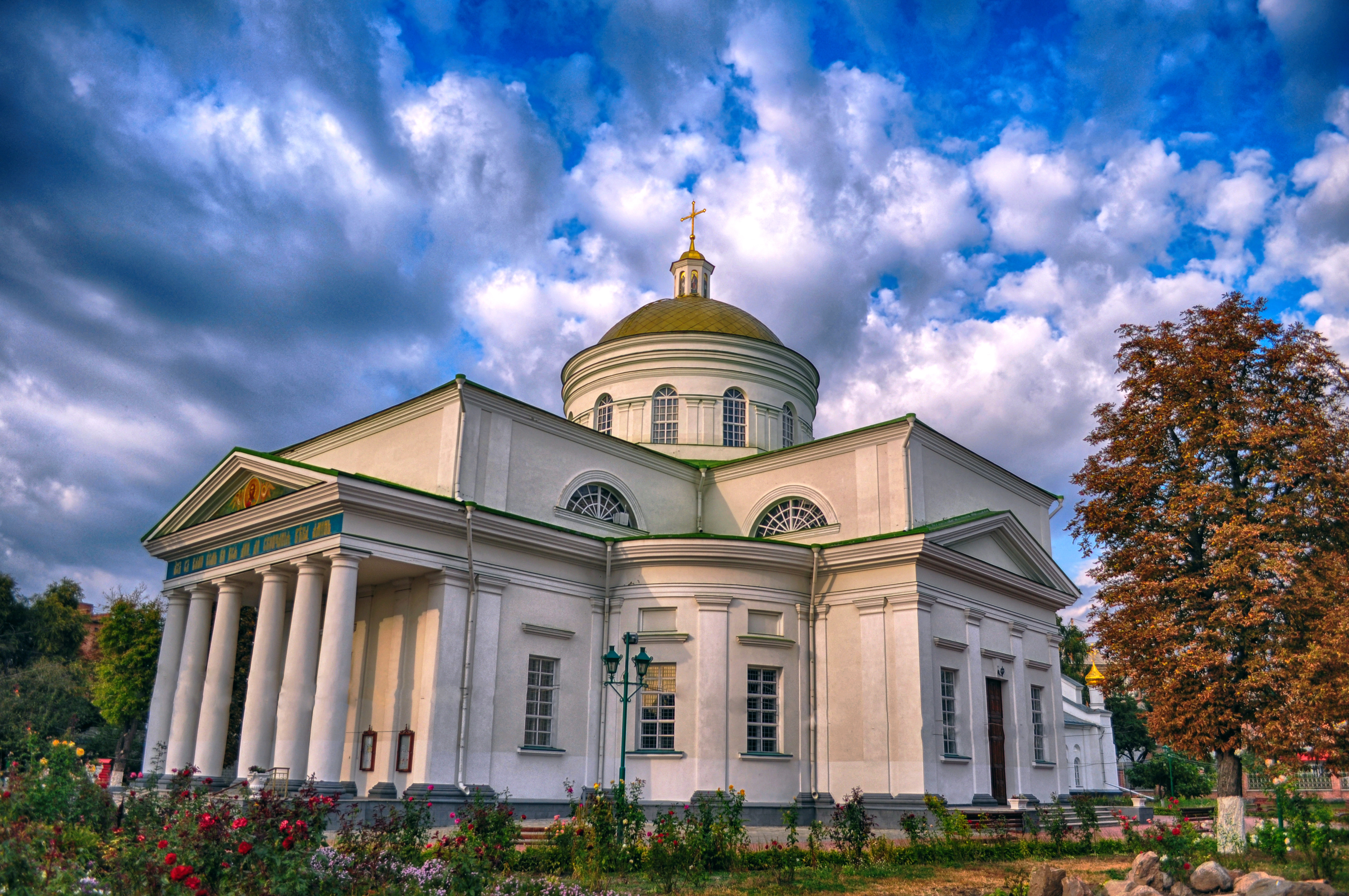
Спасо-Преображенський собор ПЦУ у м. Біла Церква

29 червня 2023 року за рішенням Білоцерківської міської ради Микільську церкву та Спасо-Преображенський собор було передано в користування єпархії ПЦУ.